# Campionato francese di rugby a 15 1892-1893
Il Campionato francese di rugby a 15 1892-1893 fu la seconda edizione del Campionato francese di rugby a 15 e fu vinto dallo Stade français che superò il Racing in finale.
Il campionato fu disputato da 5 club.

## Turno preliminare
- Club athlétique de l'Académie Julian - Inter-Nos 10-8,

## Semifinale
- Racing - Cercle pédestre d'Asnières 21-0
- Stade français - Académie Julian 2-0.

## Finale
Sistema di punteggio: meta=1 punto, trasformazione=2 punti; punizione e calcio da mark=2 punti; drop=2 punti. 
| Arbitro: | Thomas Ryan |

| |            | |
| mete: A. de Joannis 2, Dorlet trasf.: Garcet de Vauresmont c.p. Garcet de Vauremont | Marcatori  | mete: Wiet trasf.: G. de Candamo |
| Dumoutier, Auguste Giroux, R. Ellenberger, H. Dorlet, Henri Amand, E. Bourcier Saint-Chaffray (cap.), A. de Joannis, Poupart, F. Frank-Puaux, Munier, M.R. Bellencourt, Louis Dedet, P. Garcet de Vauresmont, Da Silva de Paranhos, L. de Joannis | Formazioni | Georges Duchamps, Gustave Duchamps, G. Creteaux, Carlos Gonzalez de Candamo (cap.),Frantz Reichel, Gaspar Gonzalez de Candamo, Gonzalo Gonzalez de Candamo, M. Ravidat, F. Landolt, L. Faure-Dujarric, A. Sienkiewicz, J. Mathoux, C. d'Este, F. Wiet, A. de Pallissaux |

L'arbitro, Thomas Ryan, aveva partecipato nel 1884 al primo tour di una squadra neozelandese in Australia